# Microsoft Schedule Plus
Microsoft Schedule Plus fue un gestor de información personal desarrollado por Microsoft. Todas sus funciones se incorporaron a Microsoft Outlook haciendo que este lo reemplazara. Se concibió originalmente como un complemento de Microsoft Mail, pero después fue un compañero de Microsoft Exchange y formó parte de Microsoft Office 95, y más tarde cliente de Microsoft Exchange y Mensajería de Windows, por lo que se incluyó más tarde y se desarrolló como parte de Microsoft Exchange Server, que dio lugar a la versión 7.5 de Schedule Plus como parte de Exchange Server 5.0.
El "Calendario de Outlook", que fue parte de Outlook para Windows 3.1 y versiones para Macintosh antes de la versión 9.0, fue en realidad una nueva versión de Schedule Plus. A pesar de ser suspendido, sin embargo, todavía se incluye con todas las versiones de Microsoft Office hasta Microsoft Office 2003, aunque sólo para apoyar la conversión de Schedule+ 1.x. No está disponible en Office 2007, aunque estuvo presente en la versión beta de esta versión.